# 韓國基督教總聯合會
韓國基督敎總聯合會簡稱韓基會，是成立於1989年的韓國新教聯盟，致力於基督教的保守主義，也是是世界福音聯盟的成員。它是由69個教派和20個基督教組織組成，代表了超過1200萬人。在基督教右派基礎上，這是一個致力於傳福音和世界宣教的基督教組織。過去，它是韓國最大的教會協會，但失去了代表性。